# 夏日國際電影節
Cine Fan 夏日國際電影節（英語：Cine Fan Summer International Film Festival，簡稱SummerIFF）是香港的一个电影节，始创于2006年，每年在八至九月间举行，精选世界各地高质素、具艺术风格的电影以启发青少年对电影艺术的兴趣。

## 主辦單位
主辦單位香港國際電影節協會是一個非官方及非牟利的慈善團體，以「以電影令世界大同」為口號，致力發揚電影文化，推廣光影藝術。
為發展香港及亞洲的電影文化，協會於每年三、四月期間均舉辦兩項旗艦活動，包括「香港國際電影節（HKIFF）」及「香港亞洲電影投資會（HAF）」；八月份舉辦以年輕觀眾口味為主的「Cine Fan 夏日國際電影節（SummerIFF）」。另外協會於2013年4月創辦「電影節發燒友（Cine Fan）」，節目旨於推廣豐富多元的電影文化，每月為香港觀眾帶來主流電影以外的精選佳作。透過全年活動，協會期望加強世界各地對亞洲、香港及中國電影文化的欣賞，並把各地具啟發性的電影帶到香港，豐富本地精神文化生活。
香港國際電影節協會致力呈獻高質的電影節目、發掘亞洲及中國電影的新領域、為香港電影舉辦各種講座並出版有口皆碑的書刊，皆為協會帶來獨特崇高的國際聲望，有助於本地及國際上推廣香港電影。

## 历届资料
| 年份 | 日期                            | 展映影片数                      | 开幕影片                             | 闭幕影片                                                                                         | 專題                                  |
| ---- | ------------------------------- | ------------------------------- | ------------------------------------ | ------------------------------------------------------------------------------------------------ | ------------------------------------- |
| 2006 | 8月2-27日                       |                                 | 金子修介《死亡筆記》                 |                                                                                                  |                                       |
| 2007 | 8月1日-9月2日                   |                                 | 松本人志《大日本人》                 |                                                                                                  |                                       |
| 2008 | 8月8日-9月15日                  |                                 | 刘奋斗《一半海水，一半火燄》         |                                                                                                  | 英瑪褒曼 懷念市川崑                   |
| 2009 | 8月5日-9月7日                   | 37                              | 杜琪峰《復仇》                       | 馬克·韋柏《心跳500天》                                                                           | 向博偉達致敬 細味市川準               |
| 2010 | 8月11日-9月13日                 | 37                              | 許鞍華《得閒炒飯》                   |                                                                                                  |                                       |
| 2011 | 8月9-23日                       | 25                              | 九把刀《那些年，我們一起追的女孩》   | 活地·亞倫《情迷午夜巴黎》                                                                        | 新浪潮期的查布洛 高峰秀子經典卡門     |
| 2012 | 8月14-28日                      | 27                              | 楊雅喆《女朋友 男朋友》              | 韋斯·安德遜《小學雞私奔記》                                                                      | 伊力盧馬的三個夏天                    |
| 2013 | 8月13-27日                      | 33                              | 林超賢《激戰》                       | 法蘭索瓦·奧桑《我要…17歲》                                                                       | 基阿魯斯達米經典重溫 大島渚的顛覆美學 |
| 2014 | 8月12-26日                      | 28                              | 活地·亞倫《情迷月色下》              | 張榮吉《共犯》                                                                                   | 意國情聖馬斯杜安尼                    |
| 2015 | 8月11-25日                      | 32                              | 侯孝賢《刺客聶隱娘》                 | 活地·亞倫《情迷失控點》                                                                          | 蔡明亮今與昔 無定向神經喜劇           |
| 2016 | 8月16-30日                      | 30                              | 活地·亞倫《情迷聲色時光》            | 保羅·韋浩雲《烈女本色》                                                                          | 向荷里活歌舞片致敬                    |
| 2017 | 8月15-30日                      | 33                              | 葉偉信《殺破狼·貪狼》                | 阿巴斯·基阿魯斯達米《廿四格》                                                                    | 慕森麥馬巴夫大師班 笑匠藝術多面睇     |
| 2018 | 8月18-29日                      | 36                              | 細田守《未來的未來》                 | 艾莉絲·諾宜娃查《睡王子的快樂傳說》                                                              | 細田守的世界 萬千寵愛 柯德莉夏萍      |
| 2019 | 8月13-27日                      | 31                              | 艾慕杜華《萬千痛愛在一身》           | 堅·盧治《對不起，錯過你》                                                                        | 愛慾迷宮 艾慕杜華                     |
| 2020 | 取消                            | 取消                            | 取消                                 | 取消                                                                                             | 取消                                  |
| 2021 | 8月17-30日                      | 35                              | 里奧·卡哈斯《安妮特》                | 山田洋次《電影之神》 保羅·韋浩雲《聖慾》                                                         | 今敏夢之宇宙 金基德的煉獄人間         |
| 2022 | 因香港國際電影節延期至8月而暫停 | 因香港國際電影節延期至8月而暫停 | 因香港國際電影節延期至8月而暫停      | 因香港國際電影節延期至8月而暫停                                                                  | 因香港國際電影節延期至8月而暫停       |
| 2023 | 8月15-30日                      | 55                              | 九把刀《請問，還有哪裡需要加強》     | 山田洋次《媽，是您嗎？!》                                                                        | 藏影慈光：萬瑪才旦回顧展 小津120      |
| 2024 | 8月14-26日                      | 36                              | 管虎《狗陣》 歌拉莉·花潔《完美物質》 | 殷振豪、劉權慧、許承傑、 張吉安、黃綺琳、巴沃邱寧多傑、 哈希德·阿米、黃婕妤、李心潔 《愛情城事》 | 燦若青春放浪時 ─ 相米慎二回顧展       |

## 参看
- 香港國際電影節協會
- 香港國際電影節
- Cine Fan電影節發燒友官方網頁 （页面存档备份，存于）
- 香港國際電影節官方網頁 （页面存档备份，存于）